# Іллюхівський заказник
Іллю́хівський зака́зник — гідрологічний заказник місцевого значення в Україні. Об'єкт природно-заповідного фонду Харківської області. 
Розташований у межах Валківського району Харківської області, на захід від села Кузьмівка (на північ від колишнього села Іллюхівка). 
Площа — 110 га. Статус присвоєно згідно з рішенням облради від 17.11.1998 року. Перебуває у віданні: СТОВ «Агроном». 
Статус присвоєно для збереження місць формування витоку річки Мжа (Мож). Є заболочені ділянки і кілька ставків. Зростають типові водно-болотні, лучні та степові угруповання, а також види, занесені до Червоної книги України: пальчатокорінник м'ясочервоний, ковила волосиста.